# Accord de libre-échange entre le Mercosur et l'Union européenne
L'accord de libre-échange entre le Mercosur et l'Union européenne, souvent appelé accord UE-Mercosur, est un projet d'accord de libre-échange en négociation depuis l'an 2000. Suspendues en 2004, les négociations reprennent en 2013.
Bien qu'un accord de principe ait été trouvé le 28 juin 2019, les textes définitifs ne sont ni finalisés, ni votés, ni ratifiés et ne sont donc pas entrés en vigueur. S'ils étaient ratifiés, cet accord constituerait le plus grand accord commercial conclu par l'UE et le Mercosur en nombre de citoyens concernés. L'accord commercial s'inscrit dans le cadre d'un accord plus général d'association entre les deux blocs, en cours de négociation.
Reprise en 2022, la nouvelle phase de négociation sur la finalisation du contenu de l'accord se termine le 6 décembre 2024 à Montevideo entre les parties, soient Ursula von der Leyen pour la Commission européenne et les présidents des membres du Mercosur, sauf la Bolivie.
L'accord sera tout d’abord vérifié par des juristes et traduit dans toutes les langues de l’Union. Selon la base juridique choisie (volet de l'accord commercial séparé ou pas de l'accord politique global), le processus d'adoption de l'accord pourra alors commencer.

## Histoire
La question d'un accord de libre-échange entre les deux blocs fait suite à un accord-cadre interrégional de coopération entre le Marché commun du Sud (Mercosur) et l'Union européenne signé le 15 décembre 1995.
Le début des négociations pour un accord de libre-échange commence en 1999, avant de s'arrêter à partir de 2004. Les problèmes lors de ces négociations sont notamment la difficulté pour l'Union européenne d'inclure les produits agricoles et agro-industriels dans cet accord et d'inclure la question des subventions à l'agriculture. Dans l'autre sens, le Mercosur avait des difficultés à abaisser fortement ses droits de douane, et le caractère imparfait de la zone de libre-échange du Mercosur posait également problème. D'autres questions comme les droits d'auteur, le secteur automobile ou encore les normes phytosanitaires ont également pesé lors des négociations.
Malgré des annonces répétées en 2006 et 2008, appelant à son redémarrage, les négociations n'ont repris par la suite qu'en 2010, lors d'un sommet entre les deux blocs, avant de s'arrêter à nouveau en 2012. Au total entre 2010 et 2012, 9 séries de négociations ont eu lieu entre les deux blocs.
Les négociations reprennent une nouvelle fois, à partir de mai 2016, avec une première réunion de négociations du 10 au 14 octobre 2016. Avec le retour du protectionnisme aux États-Unis, à la suite de l’élection de Donald Trump, la Commission européenne est devenue décidée à obtenir un accord avant la fin de l'année 2018. Plusieurs réunions de négociations ont lieu notamment en mars et en juillet 2017. La quatrième réunion de négociations, depuis le redémarrage des discussions, a lieu à Brasilia du 2 au 6 octobre. Une nouvelle réunion de négociations a lieu entre le 6 et 10 novembre 2017 à Brasilia.
Les raisons du blocage portaient principalement sur l'exportation du bœuf et de l'éthanol. Pour débloquer les négociations, la Commission européenne a modifié son offre en acceptant l’entrée sur son marché de 70 000 tonnes de viande bovine et de 600 000 tonnes d’éthanol.
Le 28 juin 2019, l'Union européenne et le Mercosur annoncent avoir finalisé leurs négociations et être parvenus à un accord de principe,. Toutefois, le 23 août 2019, le président français Emmanuel Macron annonce qu’il considère que le président du Brésil Jair Bolsonaro « a menti sur ses engagements en faveur de l’environnement » et annonce que dans ces conditions la France s’oppose à l’accord. Le 21 août 2020, la chancelière allemande Angela Merkel indique ne plus vouloir signer l'accord en raison de son impact environnemental. En octobre 2020, le Parlement européen vote contre « sa ratification en l’état ». Le processus de ratification, qui devait commencer le 9 novembre 2020, est repoussé sous la pression de l'opinion publique : selon un sondage publié le 10 septembre 2020, et réalisé dans quatre pays européens (France, Allemagne, Pays-Bas et Espagne), près de 80 % des personnes interrogées veulent que cet accord soit abandonné,.
En décembre 2023, le sommet qui devait entériner une renégociation de l'accord est annulé,.
En 2024, la Commission européenne continue à mener des négociations. En novembre 2024, des négociations entre différents représentant gouvernementaux ont lieu en marge du G20 à Rio de Janeiro pour pousser l'UE à voter un accord avant la fin de l'année. Bien que la France maintienne son opposition plusieurs pays de l'UE dont la position étaient plus mitigée en 2019 souhaitent que cet accord voit le jour. Le 6 décembre 2024, l'Union européenne et le Mercosur annoncent avoir à nouveau finalisé les négociations sur l'accord.

## Contenu de l'accord

### Contenu au cours de la négociation

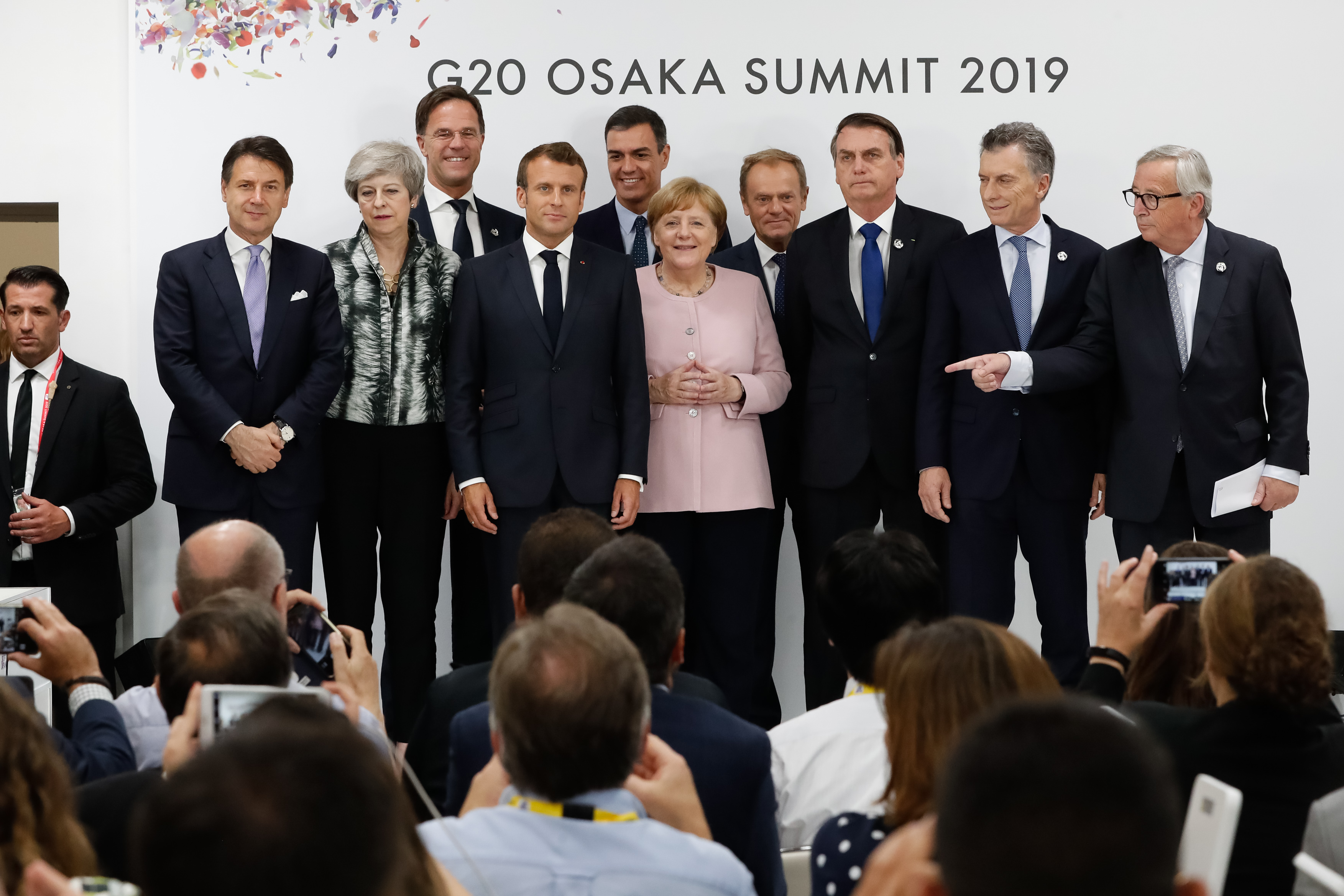
Conférence de presse entre responsables du Mercosur et de l'Union européenne en marge du sommet du G20 de 2019 à Osaka (Japon).

Dans un premier temps en 2016, l'Union européenne avait exclu la viande bovine et l'éthanol de l'accord de libre-échange.
En octobre 2017, l'accord prévoyait un contingent de 70 000 tonnes de viandes bovines, dont 35 000 tonnes de produits frais et 35 000 tonnes de produits congelés, qui ne seraient plus soumis aux droits de douane de l'Union européenne, sur les 185 000 tonnes de bœufs que le Mercosur exporte en Europe. L'accord devait également contenir la possibilité d'exportation par le Mercosur de 600 000 tonnes d'éthanol libres de droits de douane,. Cependant le Mercosur n'était pas satisfait par les volumes proposés. L'accord devait également inclure un contingent de 200 000 tonnes de viandes de volailles, exemptés de droits de douane sur le marché européen.
Dans le sens inverse, l'accord devait inclure la suppression des droits de douane du Mercosur, particulièrement élevés, sur les exportations européennes pour le secteur automobile, le secteur de la chimie, de la pharmacie et des cosmétiques, de manière progressive sur une durée de 10 ans, au lieu de 15 ans lors de précédentes négociations. L'accord devait inclure également la reconnaissance par les pays du Mercosur de 357 produits ayant une indication géographique protégée.

### Contenu de l'accord finalisé de 2019
En juin 2019, le contenu de l'accord à la fin des négociations est publié. Il comporte une baisse de près de 90 % des droits de douane entre les deux blocs, de manière progressive sur 10 ans, seuls quelques secteurs voient leurs droits de douane baisser sur une durée étalée de 15 ans comme le secteur automobile. Ainsi, les droits de douane du Mercosur sont supprimés dans les domaines de l'automobile, passant de 35 % à 0 % sur 15 ans dans la limite d'un quota de 50 000 véhicules, dans l'industrie chimique, le textile et dans l'industrie pharmaceutique,.
Dans le domaine agro-alimentaire, les baisses de droits de douane sont du même ordre et concernent un certain nombre de produits alimentaires comme les alcools, l'épicerie sucrée, les produits de la pêche, ou encore certains fruits et l'huile d'olive. Les produits laitiers accèdent à des quotas d'importation sans droits de douane. L'Union européenne instaure des quotas pour des importations de droits de douane réduits de bœuf pour un total de 99 000 tonnes (équivalent carcasses dans le cas de la viande désossée), des quotas de droits nuls sur le sucre de 180 000 tonnes, sur la volaille de 180 000 tonnes (équivalent carcasses), sur la viande de porc de 25 000 tonnes, sur l'éthanol de 650 000 tonnes, sur le riz de 60 000 tonnes et sur le miel de 45 000 tonnes. Des quotas de droits de douane entre les deux blocs sont instaurés sur le fromage avec un quota de 30 000 tonnes, sur le lait en poudre avec un quota de 10 000 tonnes et sur le lait pour bébé avec un quota de 5 000 tonnes. À titre d'exemple, pour l’élevage, le taux de douane initial moyen de l'UE est de 96% vis à vis du Mercosur. Pour le lait et le sucre, le taux moyen de douane est de 67%.
L'accord inclut la reconnaissance par les pays du Mercosur de 357 produits ayant une indication géographique protégée. Il inclut également un chapitre sur l'environnement, le développement durable, la gestion des forêts et les droits des travailleurs. Enfin il inclut l'accès des entreprises des deux blocs aux marchés publics.

### Contenu de l'accord finalisé de 2024
En 2024, la France rappelle ses conditions complémentaires pour agréer à cet accord à savoir :

« la mention de la mise en œuvre effective de l'Accord de Paris sur le climat ;
    le respect des normes environnementales et sanitaires et l'inscription explicite du principe de précaution dans l'accord (principe de réciprocité) ;
    la protection des secteurs qui risquent de pâtir de l'accord, notamment certaines filières agricoles et alimentaires (clause de sauvegarde). »

Dans le cadre de la nouvelle négociation engagée en 2022, l'UE a adressé en mars 2023 au Mercosur un protocole annexe à l'accord, contenant de nouvelles exigences environnementales et commerciales. En décembre 2023, le Brésil et l'Argentine ont refusé de s'engager sur le protocole additionnel, jugeant inacceptables et asymétriques certains points, notamment en matière de déforestation et de protection des marchés agricoles européens

### Processus d’adoption de l’accord
Avant de pouvoir entrer en application, l'accord UE-Mercosur va devoir passer plusieurs étapes législatives. Il va d'abord être soumis à l’approbation des États membres dans le cadre du Conseil de l'Union européenne, où l'unanimité des 28 (27 après le départ du Royaume-Uni) est nécessaire. Puis le traité sera soumis d'abord au vote du Parlement européen, puis au vote des parlements nationaux des États membres de l'UE. L'accord finalisé de 2019 n'a pas été ratifié et n'est donc pas rentré en application, les négociations ont été reprises en 2022 pour une finalisation en décembre 2024.
La Commission européenne peut choisir de séparer le volet commercial du reste de l'accord, les accords commerciaux relevant exclusivement de sa compétence. Il serait alors soumis au Conseil pour accord à la majorité qualifiée. Ainsi l'accord commercial ne nécessiterait pas la ratification des pays membres, et dans le cas de la France ne serait pas étudiée par le parlement,.

## Impact environnemental
La commission d’experts formée par le gouvernement français indique dans son rapport, remis en septembre 2020, que l'accord devrait provoquer une hausse de la déforestation provoquée principalement par la création de pâturages, pour augmenter la production de bœuf, à un rythme annuel de 5 % pendant les six années suivant sa mise en application, soit un total de 700 000 hectares. La commission souligne également que le coût environnemental mesuré à partir des émissions supplémentaires de CO2 peut être considéré comme plus élevé que les bénéfices économiques.
Le président brésilien Jair Bolsonaro, climatosceptique, est suspecté de laisser faire les responsables des mises à feu de la forêt amazonienne voire de les encourager. Établir un accord sans exiger un changement de politique du Brésil serait vu comme un signe que l’Union Européenne ne se soucie ni des droits humains des indigènes, ni du climat.
Les accords de Paris qui engage les pays de l’UE portent sur la réduction des émissions de CO2 nationales et ne tiennent pas compte des émissions importées. L'Europe qui évolue vers une diminution de son cheptel d'élevage favorable à sa  réduction des émissions de gaz à effet de serre (GES) importera de la viande qui aura émis davantage de GES pour sa production dans les pays du Mercosur(et son transport), mais ces émissions ne seront pas comptabilisées comme européennes. Par ailleurs, l'accord permettra aux industriels européens de continuer à produire les véhicules à moteur thermiques que l’UE interdira sur son sol pour les exporter vers le Mercosur (ce qui nécessite leurs transports).

## Positions favorables à l'accord
Plusieurs pays, comme l’Allemagne, l’Espagne et le Portugal poussent la Commission européenne à finaliser l’accord, il en est de même pour plusieurs fédérations patronales dans différents pays de l'union européenne.

### Europe
La Commission européenne est une fervente partisane et est prête à faire de grandes concessions pour arriver au plus vite à un accord.
En 2024, le groupe de pression européen des supermarchés, EuroCommerce dont la Fédération du commerce et de la distribution française est membre, fait partie des 78 fédérations professionnelles signataires d’un appel à «  accélérer la conclusion des négociations de l’accord de libre-échange UE-Mercosur »

### France
Dans le contexte du Mouvement des agriculteurs de 2024 en France, le Mouvement des entreprises de France réaffirme être en faveur de l'accord de libre-échange avec le Mercosur. Le 1er février Patrick Martin estime au micro de France 2 que 20% de l'emploi français dépend des exportations pour autant, ces 20% ne dépendent pas directement des accords de libre-échange, puisqu'une grande part des exportations existe sans accord de libre-échange.
La Fédération des exportateurs de vins et spiritueux (FEVS) et certains acteurs du secteur laitier soutiennent l'accord. Ces secteurs estiment qu'il pourrait ouvrir de nouvelles opportunités commerciales en facilitant l'accès à des marchés sud-américains prometteurs pour leurs produits, en réduisant les droits de douane et en augmentant leur compétitivité à l'exportation.

### Allemagne
L'Allemagne soutient l'accord après avoir été réticente pour des raisons écologiques en particulier sur les risques d'accentuation de la déforestation. L’Allemagne est intéressée pour ses exportations commerciales support de son industrie en particulier pour le marché automobile et des machines-outils. Ces débouchés sud-américains permettraient de palier en partie l'affaiblissement de ses exportations vers la Chine, son premier client actuellement ,.

### Espagne
L'Espagne est favorable à cet accord qui lui est « nécessaire stratégiquement ». Les liens entre l’Espagne et l’Amérique latine sont historiquement très forts. L'Espagne, quatrième économie de la zone euro, pourrait être l’un des gagnants pour ses exportations dans le secteur manufacturier, dans les industries chimiques ou encore pharmaceutiques,.

## Oppositions à l'accord

### Opposition gouvernementale
En 2017, le gouvernement français est opposé à un tel accord, en raison des menaces qu'il pourrait induire sur le secteur agricole, secteur que la France défend particulièrement dans sa diplomatie économique,. Par exemple, le ministre français de l'Agriculture, Stéphane Travert, a exprimé cette opposition, en plus du président de la République.
De manière parallèle, un groupe de onze États européens, composé de l'Autriche, la Belgique, la France, la Hongrie, l'Irlande, la Lituanie, le Luxembourg, la Pologne, la Roumanie, la Slovaquie et la Slovénie, s'oppose à l'insertion de quotas libres de droits de douane pour certains produits agricoles.
La position du gouvernement français évolue en 2018 avec un assouplissement des limitations sur les quotas libres de droits de douane des produits issus de la filière bovine. Cela provoque l'inquiétude de cette filière en France pour deux raisons principales : la concurrence accrue induite par des prix inférieurs dans les pays du Mercosur, et la réforme en profondeur de la politique agricole commune (PAC) qui doit être engagée parallèlement à ces négociations.
En août 2020, Angela Merkel indique ne plus vouloir signer l'accord.
En septembre 2020, le gouvernement français reste opposé à l'accord, mettant en avant des considérations environnementales à la suite de la publication d'un rapport de la commission d'évaluation indépendante mandatée par le gouvernement .
En avril 2021, l'Autriche réaffirme son opposition à l'accord de libre-échange, menaçant d'y mettre son veto.
En janvier 2024, la Commission européenne poursuit les négociations. Si l'accord est finalisé il devra ensuite être soumis au vote des États membres puis des eurodéputés au Parlement européen. L'absence de clauses miroirs est un des points à l'origine de l'opposition de la France au traité,. Le 26 janvier 2024, en réponse au mouvement des agriculteurs de 2024 en France, le premier ministre français Gabriel Attal assure que la France « s’oppose » à la signature de l’accord commercial entre l’Union européenne et le Mercosur.
Pour passer outre aux oppositions en particulier de parlements nationaux dans l'Union Européenne, la Commission pourrait choisir de permettre l'adoption séparée du volet commercial de l'accord, les accords commerciaux relevant d'une compétence exclusive de la Commission européenne, en le délivrant au Conseil pour accord à la majorité qualifiée.
En novembre 2024, la France n'a pas rallié une minorité de blocage des états de l'UE nécessaire pour empêcher l'adoption du traité. La Pologne déclare s'opposer au traité en l'état,.

### Opposition parlementaire

#### En France
En novembre 2024, dans une tribune parue dans Le Monde, 600 parlementaires français affirment leur opposition à l'accord de libre échange et soulignent son incompatibilité avec l’accord de Paris sur le climat de 2015, notamment en matière de déforestation. Ils évoquent aussi un « fossé » dans les normes environnementales, sanitaires et de bien-être animal entre les pays du Mercosur et l'Europe. Il « présente un risque sanitaire sérieux pour les consommateurs européens » et « constitue une concurrence déloyale pour nos producteurs agricoles ». L’accord actuel ne respecte pas les critères démocratiques, économiques, environnementaux et sociaux fixés par l’Assemblée nationale et le Sénat,. Dans un contexte de relance d'un mouvement social des agriculteurs cette position commune des principales organisations politiques nationale est remarquée.
Le 26 novembre 2024, l’Assemblée nationale française débat sur le traité de libre-échange avec les pays du Mercosur et s'y oppose en l'état lors d'un vote indicatif. Le Mercosur ne garantit pas des « conditions de concurrence loyales pour nos agriculteurs ». L’Assemblée s’était déjà prononcée contre en juin 2023,,. Le Sénat adopte la même position par un vote à une large majorité.

### Opposition d'associations écologiques
Cette section ne s'appuie pas, ou pas assez, sur des sources secondaires ou tertiaires indépendantes du sujet. Le texte peut contenir des analyses inexactes ou inédites de sources primaires.
Pour l'améliorer, ajoutez-en, ou placez des modèles {{Source secondaire souhaitée}} ou {{Source secondaire nécessaire}} sur les passages mal sourcés. (février 2025)
Greenpeace a, en décembre 2017, publié plusieurs documents liés aux négociations de cet accord, rappelant son opposition à cet accord. Greenpeace avait déjà publié des éléments des négociations lors des accords entre l'UE et le Japon, entre l'UE et le Canada ou encore entre l'UE et les États-Unis. À cette occasion, Greenpeace dénonce les effets d'un tel accord en matière de déforestation, sur l'extension des cultures en Amérique du Sud et leurs impacts sur le climat. Greenpeace dénonce également le cadre confidentiel d'un tel accord. CCFD-Terre Solidaire, Entraide & Fraternité, CIDSE, MISEREOR s'associent à Greenpeace dans un document commun sur les risques pour
la protection du climat
et les droits humains portés par le traité envisagé.
la Ligue pour la protection des oiseaux (LPO) exprime sa vive inquiétude face aux conséquences écologiques majeures que l'accord pourrait engendrer. Depuis le début des négociations du traité commercial entre l’UE et le Mercosur en 1999, une surface forestière équivalente à celle de la France a été rasée en Amazonie, étroitement liée à l’expansion de l’élevage bovin et à la production de soja pour l’exportation.

### Opposition des agriculteurs
Les organisations agricoles des grands pays producteurs européens comme la France, l’Allemagne, l’Italie, la Pologne et l’Espagne s'opposent à cet accord, les conditions de concurrence sont jugées déloyales, les productions agricoles ne répondant pas aux mêmes normes environnementales, sociales qu'en Europe,.
En France, les organisations agricoles regroupées au sein de la Copa-Cogeca se sont également opposées aux volumes de quotas libres de droits de douane pour certains produits agricoles proposés lors des négociations d'octobre 2017. La FNSEA, les Jeunes agriculteurs, la Coordination rurale, la Confédération Paysanne se sont également opposés à cet accord, dénonçant les conditions d'élevage en Amérique du Sud, l'utilisation de fourrages OGM, ainsi que l'impact sur la production européenne et française,,,,,.
Pour l’Association des agriculteurs allemands (DBV), «il est urgent de renégocier» cet accord.
Les grands syndicats agricoles espagnols sont inquiets en particulier pour le secteur de l'élevage. La filière bovine pourrait souffrir, d’autres filières agricoles pourraient en profiter comme le vin et l’huile d’olive,
En  Belgique, la Fédération des jeunes agriculteurs (FJA) s'oppose à  l'accord UE Mercosur, elle dénonce une concurrence déloyale. Les normes de production, sociales et environnementales sont moins strictes au Mercosur que celles en vigueur dans l'UE. Elle regrette que l'agriculture soit reléguée au rang de simple variable d’ajustement dans les négociations commerciales.

### Opposition des auteurs
L'association Creative Commons s'est également opposée à l'accord à propos de dispositions étendant la durée des droits d'auteur à 70 ans après la mort de l'auteur, pour les pays ayant des durées plus courtes, ainsi que d'autres dispositions ayant trait aux droits d'auteur et aux droits intellectuels.

### Opposition de chaînes de distribution

#### En France
En novembre 2024, en réponse à la colère des agriculteurs, Carrefour s’engage à ne pas vendre de viande provenant des pays du Mercosur (dans ses magasins français). Selon son directeur général Alexandre Bompard, il y a un « risque de débordement sur le marché français d’une production de viande ne respectant pas ses exigences et ses normes ». Le bœuf et le porc commercialisés par Carrefour est originaires de France à 96 % à contrario de la restauration hors domicile, qui représentent plus de 30 % de la consommation de viande en France dont 60 % est importée.
Michel-Edouard Leclerc, porte-parole des centres E.Leclerc, enseigne de grande distribution, s'aligne sur la même position. Le groupe Carrefour, leader du marché brésilien, réalisant un quart de son chiffre d’affaires hors taxe en Amérique latine, se trouve attaqué en retour par un appel au boycott de ses magasins, lancé par le gouverneur de l’État du Mato Grosso, grande région d’élevage au Brésil,.